# PGC 4700
LEDA/PGC 4700 ist eine Linsenförmige Galaxie vom Hubble-Typ SB0 im Sternbild Tukan am Südsternhimmel, die schätzungsweise 221 Millionen Lichtjahre von der Milchstraße entfernt ist. Die Galaxie ist Teil der 10 Mitglieder zählenden NGC 434-Gruppe (LGG 19).

Im selben Himmelsareal befinden sich u. a. die Galaxien NGC 466 und NGC 484.